# Leisi (Landgemeinde)
Leisi (deutsch: Laisberg) ist eine ehemalige Landgemeinde im estnischen Kreis Saare mit einer Fläche von 347,91 km². Sie hatte 2127 Einwohner (Stand: 1. Januar 2006). 2017 fusionierten alle Gemeinden auf Saaremaa zur neuen Landgemeinde Saaremaa.

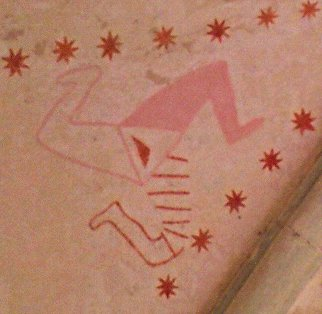
Historische Wandbemalung der Kirche von Karja

Leisi lag im Norden der Insel Saaremaa. Seit 1990 bestand eine Gemeindepartnerschaft mit Karis (finnisch: Karjaa) im Südwesten Finnlands.
Das historische Kirchspiel von Karja (deutsch: Karrishof) auf dem Gebiet des heutigen Leisi wurde bereits im 13. Jahrhundert urkundlich erwähnt. Sehenswert waren die frühgotische Kirche von Karja aus dem 14. Jahrhundert sowie die orthodoxen Kirchen von Leisi und Metsküla aus dem 19. Jahrhundert. Die unberührte Küstenlandschaft lud zu Wanderungen ein.

## Dörfer
Neben dem Hauptort Leisi (Leisi alevik) umfasste die Landgemeinde die Dörfer Angla, Aru, Aruste, Asuka, Hiievälja, Jõiste, Kaisa, Karja, Koiduvälja, Koikla, Kopli, Külma, Laugu, Liiva, Linnaka, Linnuse, Lõpi, Luulupe, Mätja, Meiuste, Metsaääre, Metsküla, Moosi, Mujaste, Murika, Nava, Nihatu, Nõmme, Nurme, Õeste, Oitme, Paaste, Pärsama, Pamma, Pammana, Parasmetsa, Peederga, Pöitse, Poka, Purtsa, Räägi, Ratla, Roobaka, Selja, Soela, Täätsi, Tareste, Tiitsuotsa, Tõre, Triigi, Tutku, Veske und Viira.

## Galerie

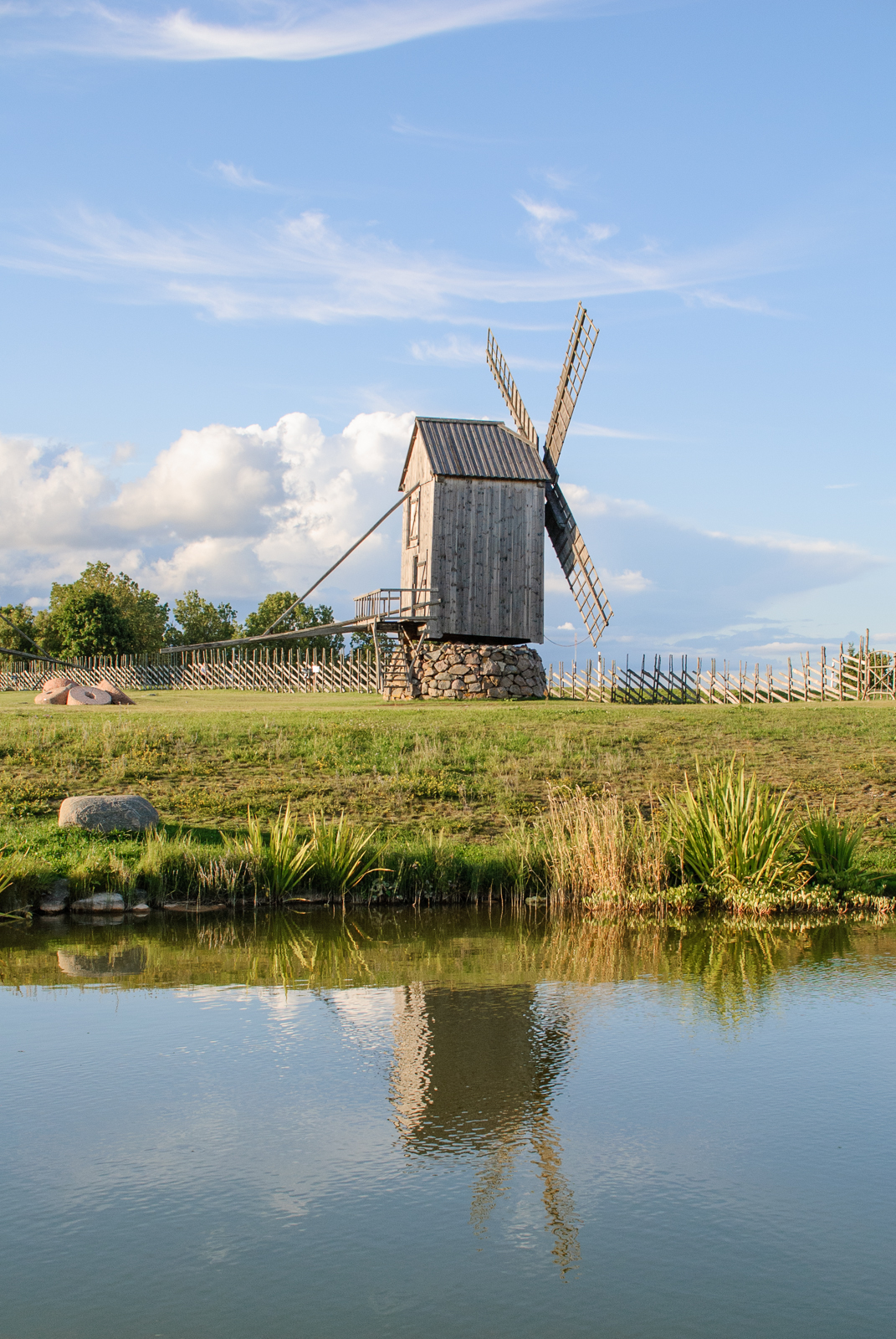
Angla
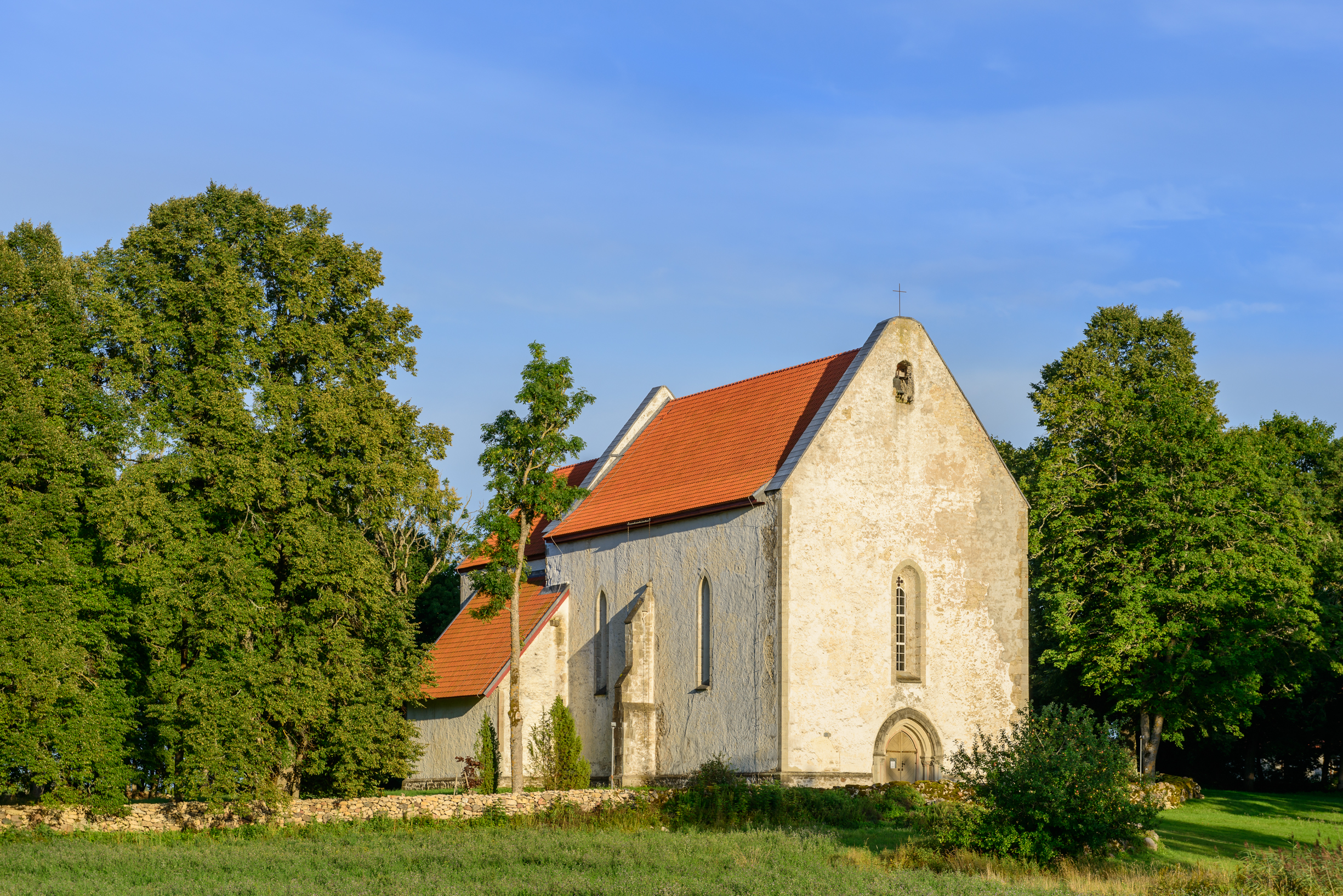
Karja
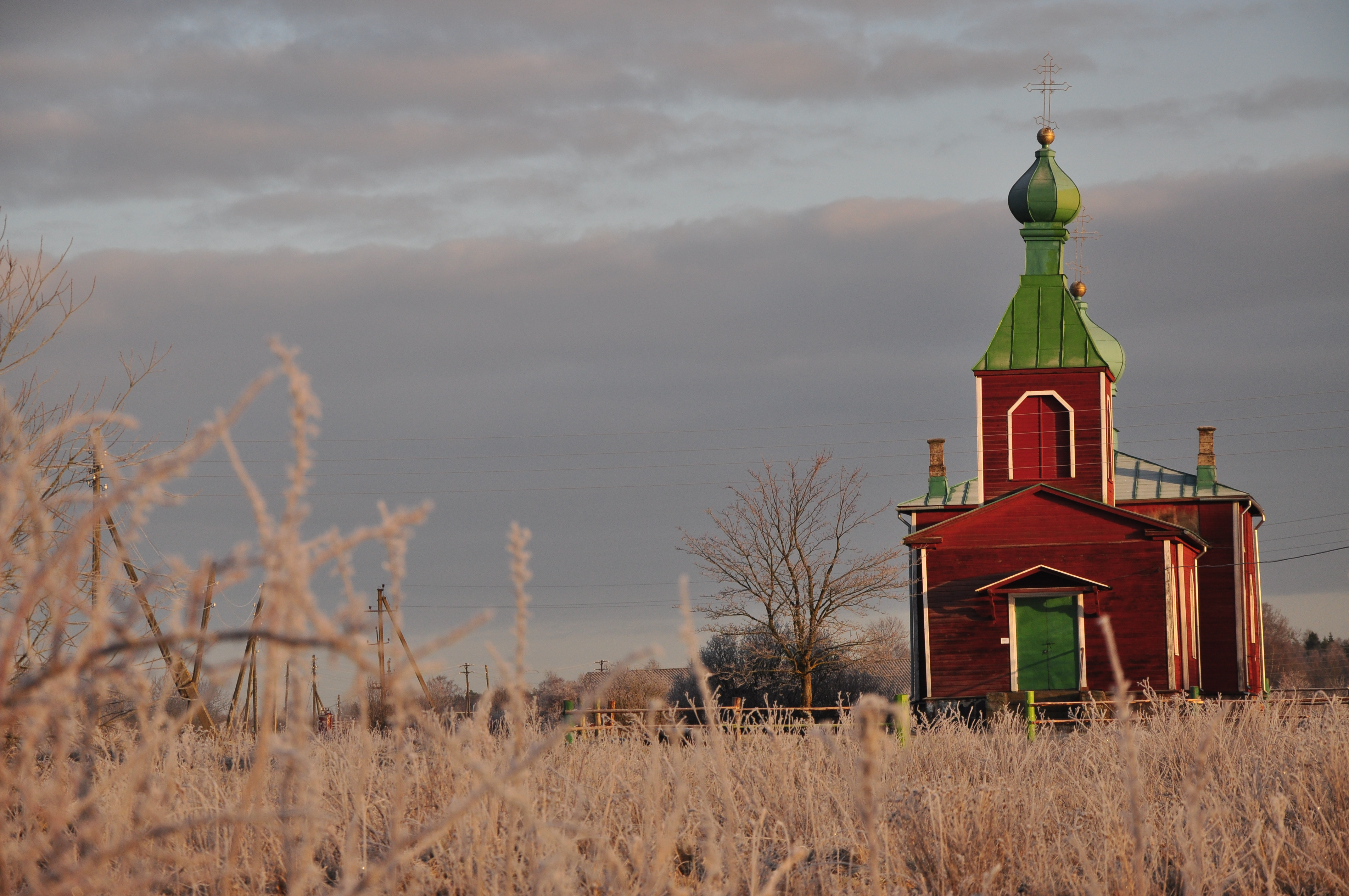
Metsküla
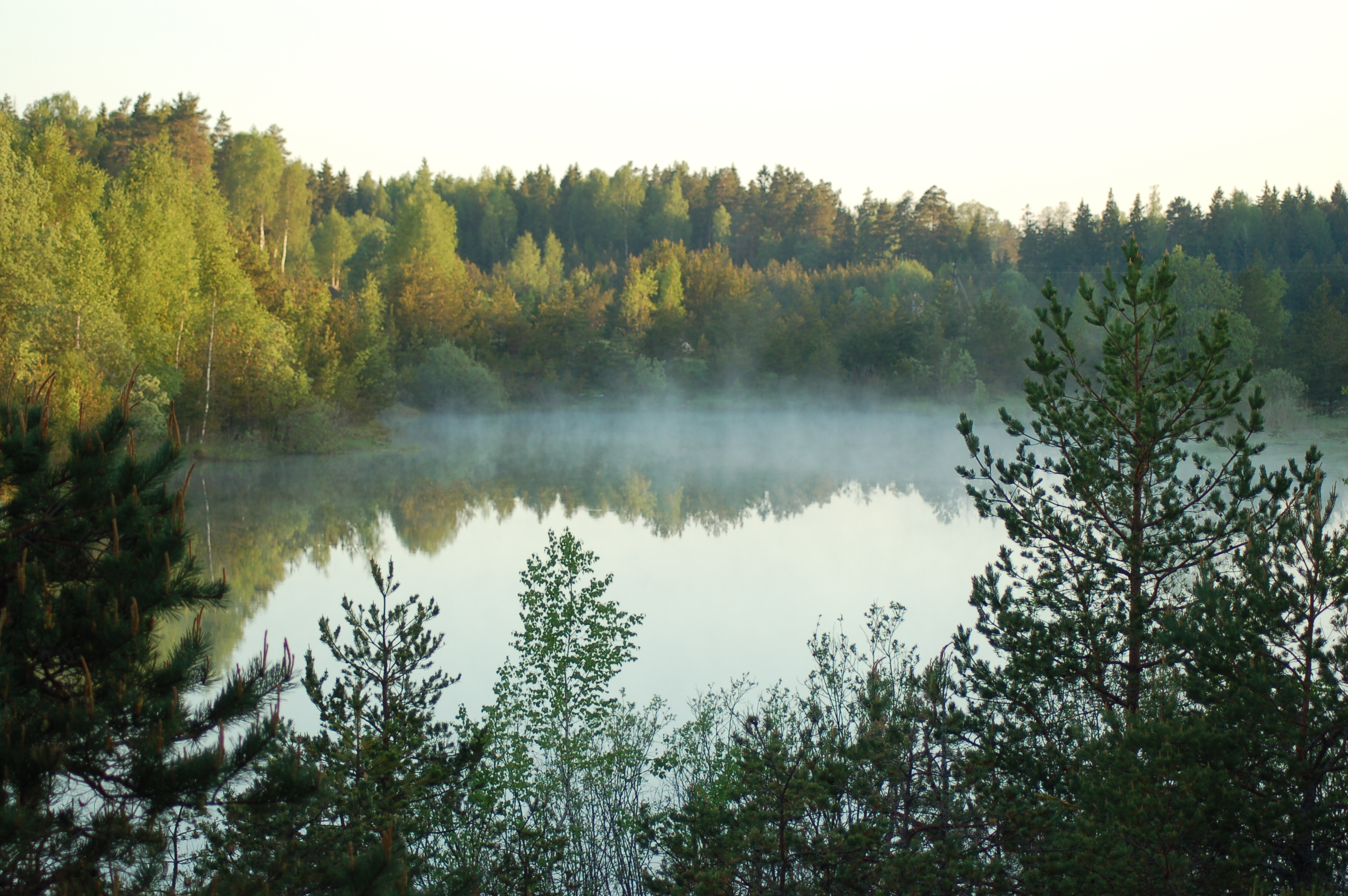
Tika
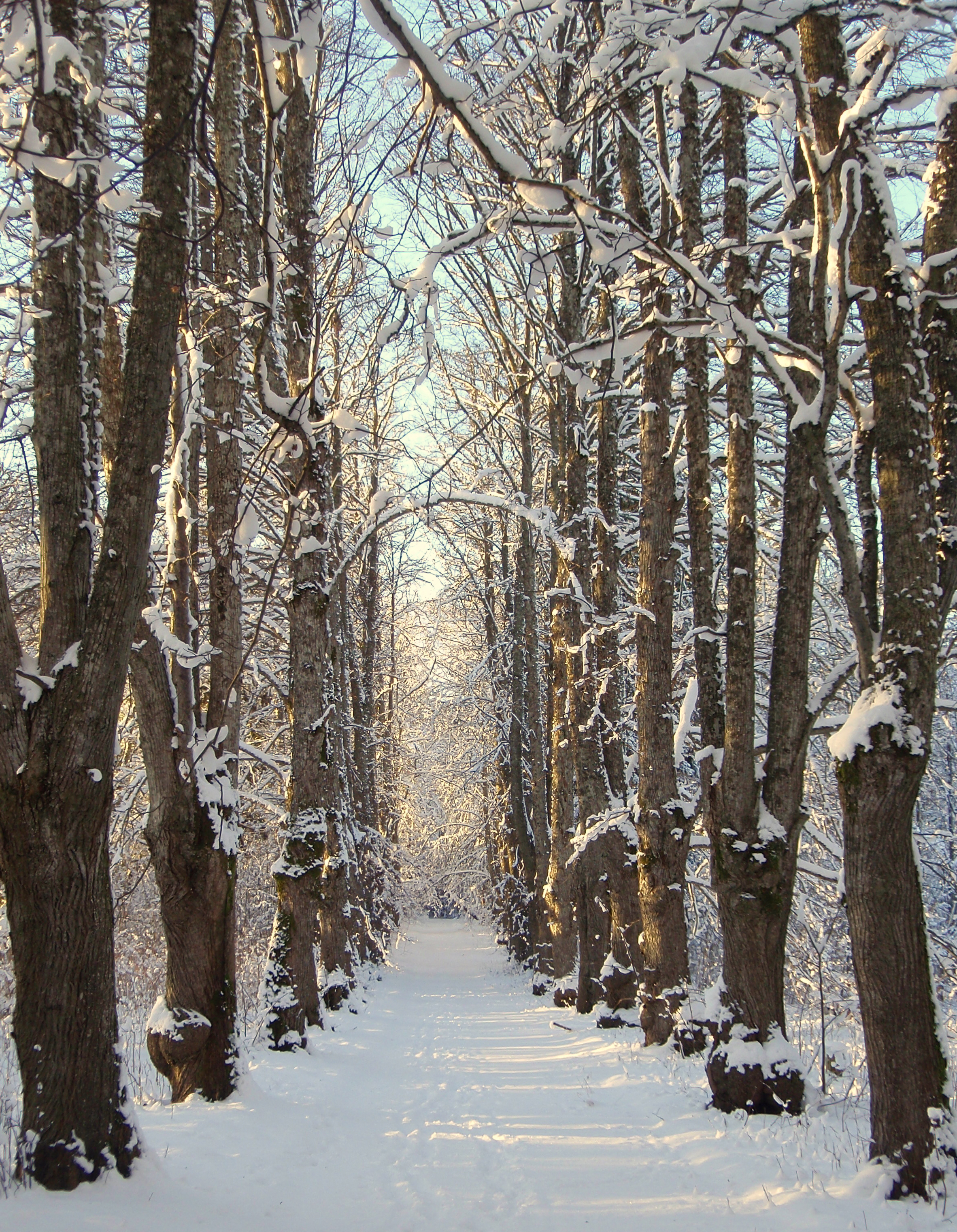
Triigi
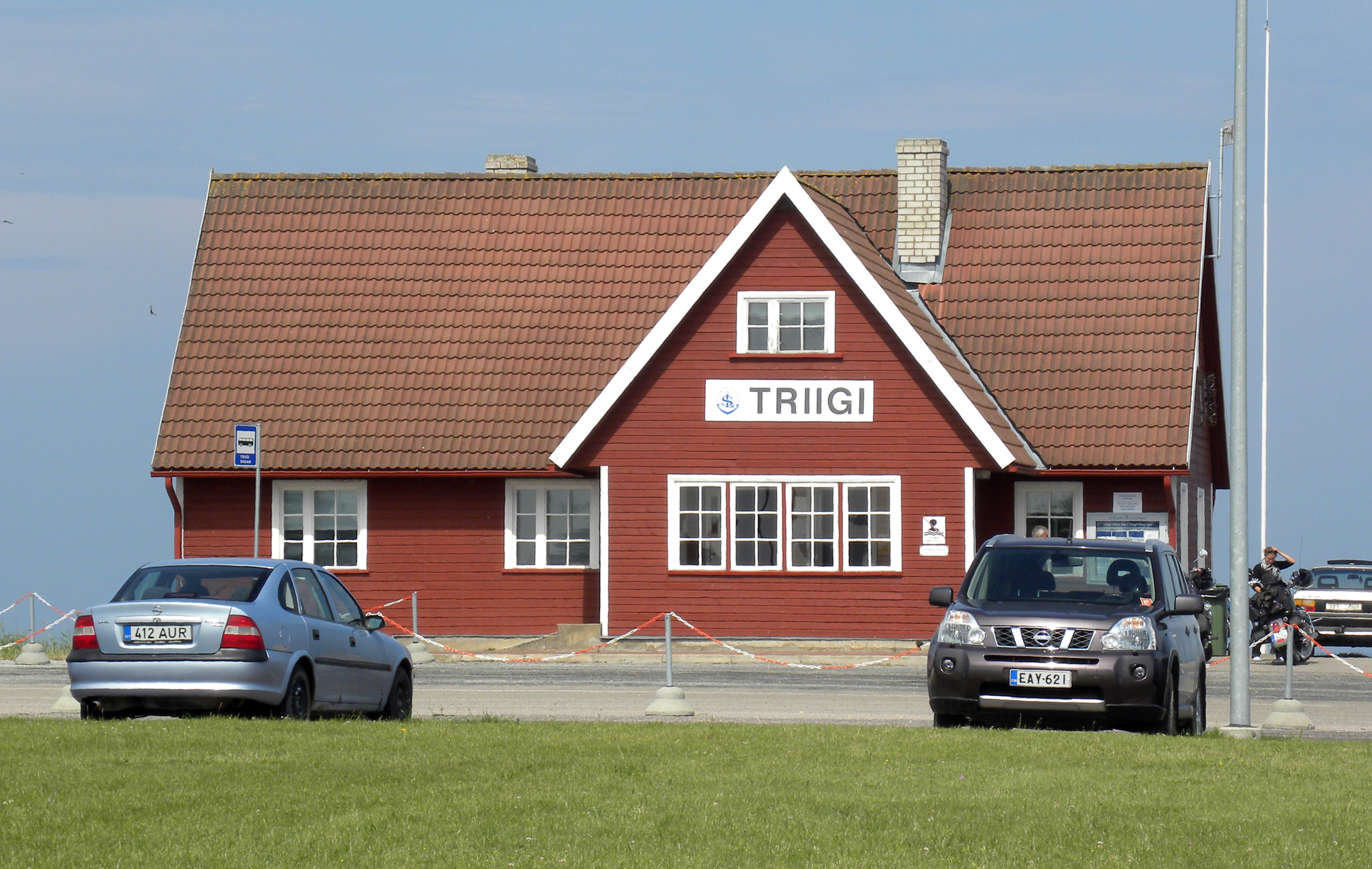
Triigi
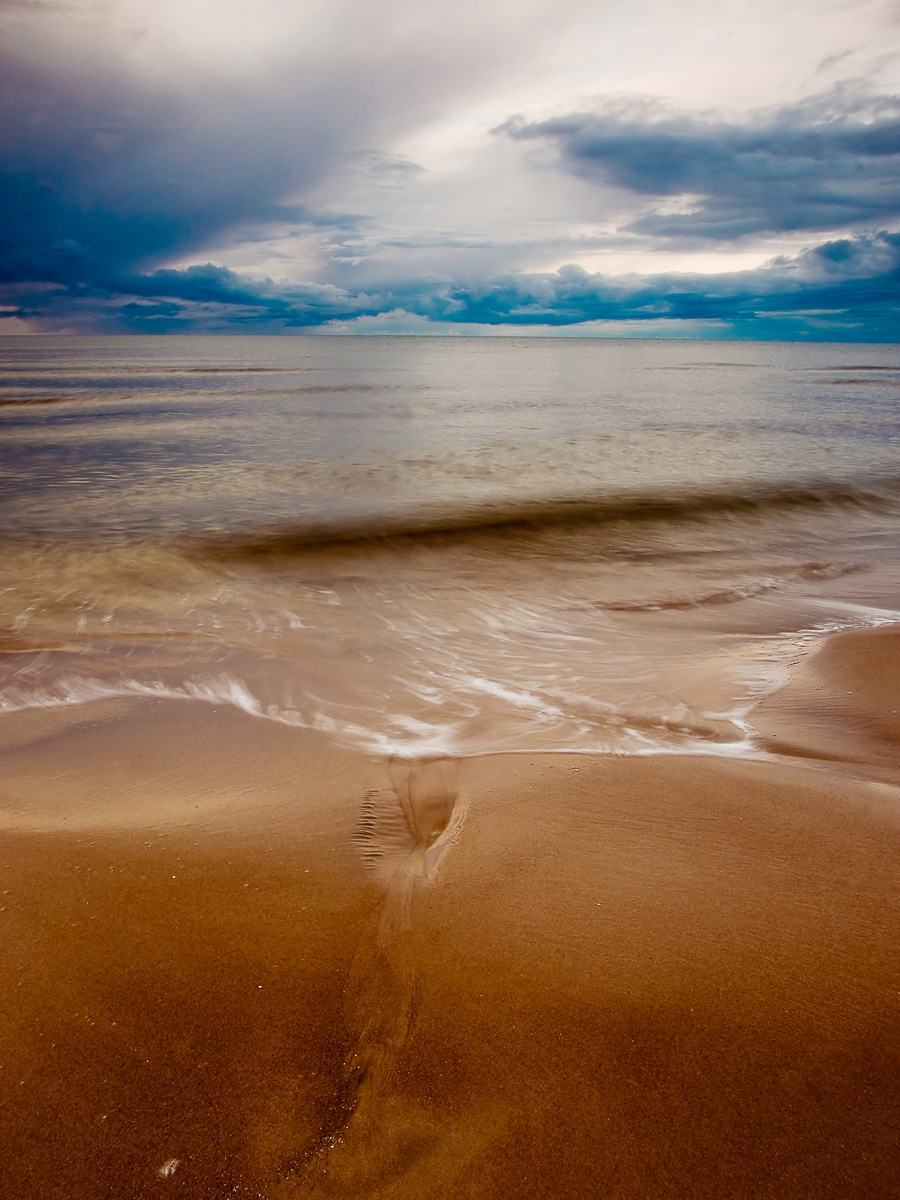
Tuhkana